# 加泰羅尼亞海盜
加泰羅尼亞海盜 (PIRATA.CAT)是一個加泰羅尼亞的政黨。它以瑞典海盜黨的模式為基礎並且是海盜黨國際會員，它支持智慧財產權改革、知識及文化公開取得、透明和直接民主。
政黨成立於2010年8月並且在10月向官方註冊成為政黨。政黨參與第一次選舉為舉行於11月28日的2010年加泰羅尼亞選舉，在選舉中取得6489票 (0.21%)2010年12月22日政黨在巴塞羅那舉行第一次大會。

## 2011年5月地方選舉
政黨參與2011年5月地方選舉。黨派產生了兩個地方議會議員，一個在桑特夫魯伊托斯德瓦赫斯另外一個在聖科洛馬德格拉梅內特。他們在巴塞羅那的三次選舉結果，從 1767 (0.25%) 至 (0.77%) 票。在 奧斯皮塔萊特 他們從 0.24% 增加到 0.99%。在萊里達從 0.23% 到 0.80%。在馬塔羅從 0.20% 至 1.19% 和 莫列特 從 0.20% 至 0.83%。
| 議會                      | 選舉  | 有效票比例 | 席位 |
| ------------------------- | ----- | ---------- | ---- |
| 巴塞羅那                  | 4.659 | 0,77%      | 0    |
| 奧斯皮塔萊特德略夫雷加特  | 837   | 0,99%      | 0    |
| 萊里達                    | 360   | 0,80%      | 0    |
| 馬塔羅                    | 530   | 1,19%      | 0    |
| 莫列特德爾瓦列斯          | 144   | 0,83%      | 0    |
| 雷烏斯(1)                 | 1.918 | 5,11%      | 0    |
| 聖科洛馬德格拉梅內特(2)   | 2.575 | 6,65%      | 1    |
| 桑特夫魯伊托斯德瓦赫斯(3) | 384   | 11,66%     | 1    |
| 塔拉哥納(1)               | 1.099 | 2,28%      | 0    |

(1) 在 Candidatura d'Unitat Popular 候選人名單。

(2) 與 Gent de Gramenet 結盟。

(3) 與 Imagina't Sant Fruitós - AM 結盟。

## 外部連結
- 官方網站 （文）